# Eparchia Świętej Rodziny w Londynie
Eparchia Świętej Rodziny w Londynie – eparchia Kościoła katolickiego obrządku bizantyjsko-ukraińskiego z siedzibą w Londynie, obejmujący całe terytorium Wielkiej Brytanii. Egzarchat został ustanowiony w 1957 roku, przy czym początkowo obejmował tylko Anglię i Walię. W 1967 jego terytorium zostało rozszerzone, a nazwa zmieniona. 
18 stycznia 2013 papież Benedykt XVI podniósł egzarchat do rangi eparchii, nadając jej obecną nazwę.